# رومیکو تاکاهاشی

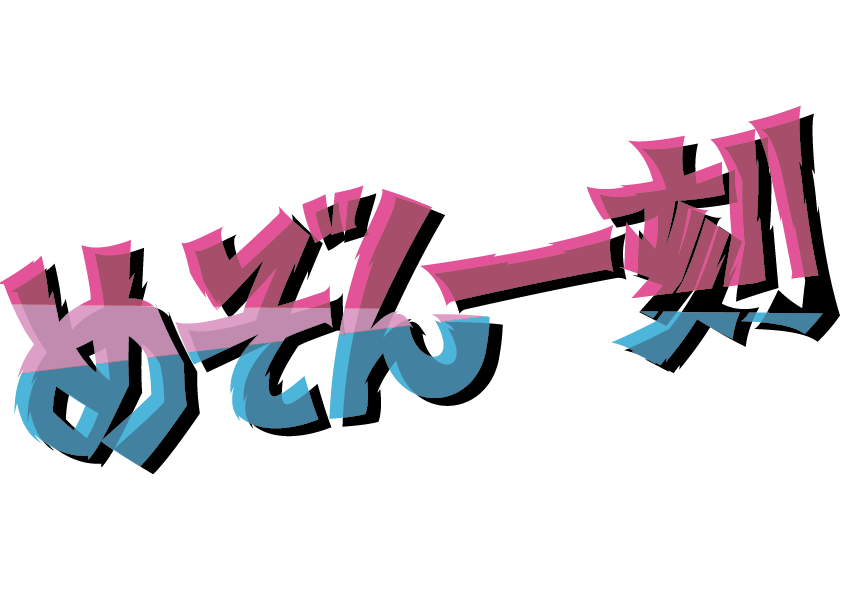
لوگوی

رومیکو تاکاهاشی (به ژاپنی: 高橋留美子  Takahashi Rumiko) یکی از هنرمندان ژاپنی عرصهٔ مانگا است. او یکی از ثروتمندترین زنان ژاپنی است و مانگاهای وی در سرتاسر جهان محبوبیت دارند.
رومیکو تاکاهاشی خالق مانگاهای معروف اوروسی یاتسورا و اینویاشا و رانما ۱/۲ است.